# Umberto Panerai
Umberto Panerai (Firenze, 13 marzo 1953) è un ex pallanuotista italiano, vincitore di due scudetti e di una Coppa Italia con la Rari Nantes Florentia e di una medaglia d'argento ai Giochi olimpici di Montréal 1976.

## Biografia
Considerato uno dei più grandi portieri Italiani, oltre all'argento olimpico ha conquistato anche una medaglia di bronzo ai Campionati europei di Jönköping nel 1977. Dopo aver lasciato la RN Florentia concluse la carriera al Lerici. Sul finire degli anni 90 è stato preparatore atletico del Team Prada con Luna Rossa. 
Era soprannominato "Lothar", dal celebre fumetto di Mandrake, per il fisico eccezionale.
È direttore tecnico della federazione catalana e allenatore delle squadra giovanili, dagli Under-15 agli Under-17.